# ジンギス
ジンギス(Genghis)は、MITロボット工学教授のロドニー・ブルックスが1991年に開発した体長35cm、重量1.2kg、秒速15cmの六本足ロボットである。日本では Genghis の綴りから「ゲンギス」と表記されることもあるが、チンギス・カン（ジンギス・カン）の英語表記 Genghis Khan に由来するもので、iRobot社の日本語版公式サイトにおけるカタカナ表記は「ジンギス」となっている。

## 特徴
ジンギスはいわゆる従来型の脳を持たず、「神経ネットワーク」のみで環境から学習する包摂アーキテクチャ(Subsumption Architecture; SA)と呼ばれる行動型システムを採用している。
脳を持たないにもかかわらず、ジンギスは従来型の人工知能(Artificial Intelligence; AI)を搭載したロボットよりも素早く行動する。またプログラムのサイズも従来型の人工知能搭載型ロボットの約1/1000であり、ソフトウェアの変更や追加も容易で、CPUやメモリーなどのハードウェアも最小限の構成で済むという特色を有する。

## 評価
従来型の知性に主体を置いたAI研究を真っ向から否定する設計哲学であったためにロドニー・ブルックスはAI研究の先駆者からは批判を浴びたが、ジンギスの成功から支持者も多い。
オリジナルのジンギスは1992年秋、米国ワシントン州のスミソニアン航空博物館（Smithsonian Air and Space Museum）に収蔵された。

## 由来
ジンギスは元々、アメリカ航空宇宙局(NASA)の火星探査ロボットの原型として設計された。旧ソビエト連邦の月面車（ルノホート）は月面の岩石や土壌を地球に持ち帰るサンプルリターンに成功しているが、これは地球と月の距離が比較的近く、電波無線操縦が可能だったことが理由である。だが、火星と地球の距離は最短でも約8000万kmであり地球から火星へのダイレクトな電波無線操縦は不可能である為、自律性を有した火星探査ロボットが必要とされた。

## 発展
ジンギスにより確立された包摂アーキテクチャの設計思想を素に幾つものロボットが製造されている。身近な製品としては、iRobot社の自動掃除機ルンバが挙げられる。
他にも虫の動きを真似た子供用玩具のバイオ・メカニカル・バグズ(B.I.O. Mechanical Bugs)が、2001年9月に米ハスブロ社より$40という廉価で発売された。これはソニーのロボット犬アイボの約1/10の値段である。
iRobot社が1997年にNASAの依頼によりデザインした火星探査ロボットや、軍用の爆弾処理ロボットパックボットもジンギスに依る包摂アーキテクチャの設計思想が原点となっている。
宇宙航空研究開発機構JAXAのMUSES-C（はやぶさ）プロジェクト、小惑星探査ロボットミネルバなどにもジンギスの研究が応用されている。

## 問題点
ロドニー・ブルックスは、包摂アーキテクチャの哲学に基づいて、所謂“知性”を持ったロボットの創造を目指しMITコンピュータ科学・人工知能研究所にて人間型ロボット(Cognitive robot; Cog)の研究を続けているが未だ成功に至っていない。現在の人工知能AI研究に於いては、従来型の“考える”人工知能AIと反射行動型の包摂アーキテクチャSAを融合させた形でなければ“知性”を持ったロボットの創造は困難であると考えられている。